# Tadd Dameron
Tadd Dameron, född 21 februari 1917 i Cleveland, Ohio, död 8 mars 1965 i New York i New York, var en amerikansk kompositör, arrangör och pianist inom musikgenren jazz.

## Biografi

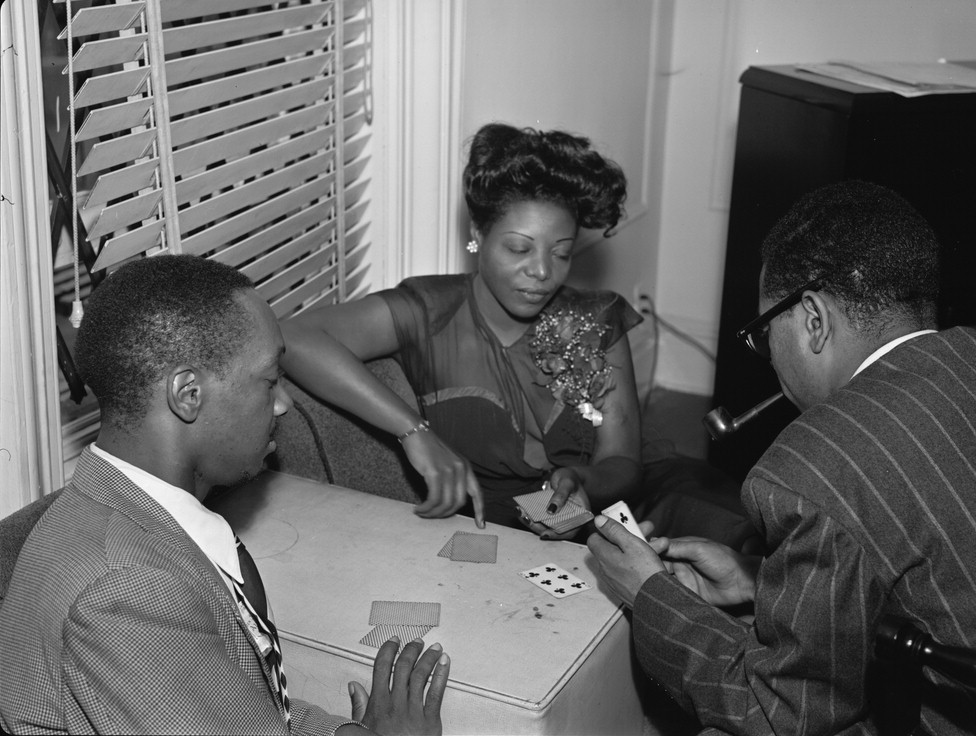
Tadd Dameron, Mary Lou Williams och Dizzy Gillespie i Williams lägenhet, omkring juni 1946.

Tadd Dameron föddes 1917 i staden Cleveland i den amerikanska delstaten Ohio. Han kom att bli en av de mest inflytelserika arrangörerna av jazzmusik under bebop-eran, men arrangerade även musik inom inriktningarna swing och hardbop. Dameron arrangerade musik åt banden tillhörande Count Basie, Artie Shaw, Jimmie Lunceford, Dizzy Gillespie, Billy Eckstine och Sarah Vaughan.
Tadd Damerons band från slutet av 1940-talet och början av 1950-talet kom att inkludera ledande jazzmusiker såsom Fats Navarro, Miles Davis, Dexter Gordon, Sonny Rollins, Wardell Gray och Clifford Brown.